# 東京都立中野工科高等学校
東京都立中野工科高等学校（とうきょうとりつ なかのこうかこうとうがっこう、英: Tokyo Metropolitan Nakano Technical High School）は、東京都中野区野方三丁目に所在する東京都立工科高等学校。略称は「中工」（なかこう）。

## 概要
全日制課程は支援教育を行うエンカレッジスクールに指定されており、入学者選抜では学力調査を行わない。
1年次では全学級が同じ普通科目・専門科目（食品製造・機械工作・環境化学等の実習も行う）を学習し、2年次から各自の興味・関心に基づき6コースに分かれて学習する。

## 学校行事
- 体育祭
- 中工祭（文化祭）
- 合唱祭

## 部活動
運動部
- サッカー部
- バスケットボール部
- テニス部
- バドミントン部
- ダンス部
- 硬式野球部
- 卓球部
- ハイキング部
- バレーボール部

文化部
- 軽音楽部
- 写真部
- 食品加工部
- イラスト部
- 吹奏楽部
- 華道部
- 化学研究部
- 生物部
- 機械工作部

## 沿革
- 1946年4月1日 - 「東京都立農産化学工芸学校」と「東京都立杉並工業学校」を統合し、「東京都立農産工業学校」（所在地：中野区桃園町15）を創立。
- 1947年4月1日 - 学校教育法により併設中学校を設置。
- 1948年4月1日 - 学制改革により（都令第42号）「東京都立中野工業新制高等学校」と改称、機械工作、食品化学工業の二課程を設置。
- 1949年4月1日 - 化学工業課程追加設置。
- 1950年11月28日 - 都立高設置令第11条により「東京都立中野工業高等学校」と改称。
- 1955年
  - 1月24日 - 中野区野方町1丁目1001に校地を買収、新校舎建設に着手。
  - 6月28日 - 第1期工事竣工。
  - 7月11日 - 追加工事竣工。
  - 8月1日 - 新校舎へ移転。
  - 10月28日 - 校舎新築移転記念式典挙行。
- 1956年9月3日 - 特別教室4、普通教室2、準備室4竣工。
- 1957年
  - 3月9日 - 全日制化学工業課程第1学年より1学級増加認可。
  - 4月9日 - 普通教室6竣工。
  - 6月4日 - 化学工業課程実験実習室竣工。
  - 6月29日 - 機械工作課程実習工場竣工。
- 1958年
  - 2月10日 - 全日制課程食品化学工業課程第1学年1学級の学級増加認可。
  - 4月1日 - 全日制機械工作課程を機械科に、化学工業課程を工業化学科に、食品化学工業課程を食品化学科に科名変更。
  - 6月3日 - 食品化学科実験実習室竣工、変電室、妙正寺川橋梁2脚竣工。
- 1959年
  - 2月16日 - 普通教室2、図書室2、職員室2竣工、工業化学科実験実習室竣工。
  - 4月14日 - 機械科実験実習工場、給食室竣工。
- 1960年
  - 9月8日 - 体育館兼講堂竣工。
  - 10月8日 - 創立15周年、校舎、講堂完成記念式典挙行。
- 1962年12月6日 - 東京都教育委員会規則第33号により、昭和38年4月1日より本校食品化学科を食品工業科と科名変更。
- 1963年7月18日 - 山梨県北巨摩郡高根町字樫山字念場ケ原3545番地（通称清里）の八ケ岳山ろく清里寮完成、現地にて竣工式を挙行。
- 1966年11月5日 - 校舎改築第1期工事起工式。
- 1967年6月30日 - 校舎改築第1期工事竣工。
- 1968年6月30日 - 校舎改築第2期工事竣工。
- 1969年8月31日 - 校舎改築第3期工事竣工。
- 1970年9月30日 - 校舎改築第4期工事竣工。
- 1971年
  - 2月20日 - 機械工場便所改築工事竣工。
  - 3月31日 - プール新設工事竣工。
- 1972年3月31日 - 食堂棟および工業化学科実習棟改築第1期工事竣工。
- 1974年
  - 10月5日 - 実習棟改築第2期工事竣工。
  - 12月11日 - 実習棟改築第3期工事着手。
- 1970年
  - 7月20日 - 倉庫改築竣工。
  - 12月20日 - 実習棟改築第3期工事竣工。
- 1978年10月1日 - 体育館床張替工事竣工。
- 1979年3月31日 - 実習棟排木処理装置設置工事竣工。
- 1984年
  - 2月9日 - 雨水流出抑制施設整備工事竣工。
  - 9月1日 - 特別装置パソコン41台設置。
- 1985年
  - 2月18日 - 妙正寺川橋梁屋根架設工事竣工。
  - 11月4日 - 創立40周年記念式典挙行。
- 1988年3月8日 - 機械科実習棟改築工事着手。
- 1989年
  - 3月13日 - 機械科実習棟改築工事竣工。
  - 5月30日 - 校舎棟等改修工事着手。
- 1990年
  - 1月24日 - 校舎棟等改修工事竣工。
  - 3月6日 - 体育施設改修工事着手。
  - 3月11日 - 体育施設改修工事竣工。
- 1992年4月15日 - LL装置設置。
- 1993年
  - 4月1日 - 機械科、食品工業科、工業化学科を廃止し、総合技術科を設置。
  - 10月18日 - 家庭科教室改修工事竣工。
- 1995年6月3日 - 創立50周年記念式典挙行。
- 2004年
  - 3月31日 - 清里寮閉寮。
  - 7月13日 - 校舎耐震工事着手。
- 2005年11月21日 - 校舎耐震工事竣工。
- 2006年11月7日 - グランド改修工事着手。
- 2007年3月14日 - グランド改修工事竣工。
- 2010年5月25日 - 妙正寺川拡幅工事竣工。
- 2012年
  - 7月1日 - 野方南自治会に加入（町会員となる）。
  - 8月 - インターンシップ希望生徒10名実施。
  - 10月1日 - 宿泊を伴う防災訓練を実施。
  - 11月1日 - 公式ホームページ「中工ルネサンス」開設・運用開始。
- 2013年
  - 2月1日 - 避難所施設利用に関する協定書を中野区長と校長との間で締結。
  - 4月1日 - 都教委から「規範意識向上先行実施校」の指定を受ける。
  - 6月9日 - 全日制課程体育祭六月開催開始。
  - 8月･12月 - 2学年生徒インターンシップ52名実施。
  - 8月 - 2学年・3学年ホームルーム教室の生徒用ロッカーリニューアル。
  - 10月1日 -  二丁目町会に加入（町会員となる）。
  - 10月30日 - 1学年生徒全員で企業見学会実施。
- 2014年
  - 4月 - 都教委から「規範意識向上先行モデル校」の指定を受ける スクールカウンセラーによる1年生全員面接開始。
  - 7月･12月 - 2学年生徒インターンシップ72名実施。
  - 8月 - 1学年ホームルーム教室の生徒用ロッカーリニューアル。
  - 11月20日 - 1学年生徒全員で企業見学会実施。
- 2015年
  - 3月18日 - キャリア教育推進にむけた定点観測進路対策テスト（1学年・2学年）実施。
  - 3月 - 部活動重点支援予算獲得 校内に清涼飲料水自動販売機の設置決定。
  - 4月1日 - 都教委から引き続き「規範意識向上先行モデル校」の指定を受ける。
  - 4月 - 東京都商工会議所中野支部の協力で中野区内の企業でのインターンシップを導入。
  - 5月 - 東京都立中野工業高等学校改築委員会を設置。
- 2016年
  - 2月 - 東京都教育委員会「都立高校改革推進計画・新実施計画」において、全日制課程が平成30年度エンカレッジスクールの指定を受ける。
  - 4月 - 東京都教育委員会から「自立支援チーム（スクールソーシャルワーカー）継続派遣校」の指定を受ける。
  - 6月 - オリンピック・パラリンピック教育推進事業「バイオサイエンス講座」を実施。
  - 7月 - オリンピック・パラリンピック教育推進事業「金メダリストによる講演」を実施。
  - 11月
    - 第二学年の生徒全員によるインターンシップを実施。
    - 東京都立中野工業高等学校全日制課程 創立70周年記念式典を本校体育館で実施。
- 2017年
  - 4月 - 東京都教育委員会から「自立支援チーム（スクールソーシャルワーカー）継続派遣校」の指定を受ける。
  - 6月 - 東京都教育委員会から都立高校改革推進計画新実施計画（平成２８年２月東京都教育委員会決定）に基づき、6校目のエンカレッジスクールとして指定を受ける。
  - 7月 - オリンピック・パラリンピック教育推進事業「ウィルチェアラグビーパラリンピアンによる講演」を実施、エンカレッジスクール指定に伴う大規模改修工事を開始、運動部（バスケットボール・サッカー・バドミントン・硬式テニス）合同合宿を茨城県で実施。
  - 10月 - 中野区都市整備都市基盤部による学校敷地周辺の道路拡幅工事を開始 中野区政策室による中野区立第六中学校跡地一部を活用した平成二十九年度保育園待機児童緊急対策仮設保育園建設工事を開始。
- 2018年4月 - 平成３０年度エンカレッジスクールキャリア技術科として159名の新入生が入学した。働き方改革、ライフ・ワークバランス等を踏まえ、教職員の定時退庁日および夏季休業期間中の学校閉庁日を設定。
- 2019年4月 - 平成31年度エンカレッジスクールキャリア技術科二期生として149名の新入生が入学。
- 2020年4月 - 令和2年度エンカレッジスクールキャリア技術科三期生として133名の新入生が入学、完成年度を迎える。
- 2023年4月 - 東京都立中野工科高等学校に改称。
- 2024年4月 - 令和6年度入学生から、食品サイエンス科に学科を改編。

## 交通
出典 : 
電車
- 西武新宿線 野方駅より徒歩約7分

バス
| 運行事業者            | 乗車駅   | 系統                             | 下車停留所              |
| --------------------- | -------- | -------------------------------- | ----------------------- |
| 関東バス              | 中野駅   | 中01・宿05                       | 「野方」、徒歩5分       |
| 関東バス              | 練馬駅   | 中03                             | 「野方駅入口」、徒歩4分 |
| 関東バス              | 高円寺駅 | 高10・高60・高63・高70・K01・K02 | 「野方駅入口」、徒歩4分 |
| 関東バス 国際興業バス | 赤羽駅   | 赤31                             | 「野方駅入口」、徒歩4分 |

## 校長
1. 中川西栄作 (1946.4.1 - 1948.3.31)
2. 鈴木進 (1948.4.1 - 1955.9.30)
3. 池谷金次郎 (1955.10.1 - 1961.3.31)
4. 川畑一 (1961.4.1 - 1962.11.30)
5. 安藤舛 (1962.12.1 - 1964.3.10)
（1964.3.11 - 1964.4.1 森武夫校長代理）
6. 土屋正夫 (1964.4.1 - 1969.3.31)
7. 福島八郎 (1969.4.1 - 1972.3.31)
8. 村上篤徳 (1972.4.1 - 1978.3.31)
9. 西田誠吉 (1978.4.1 - 1981.3.31)
10. 鈴木一郎 (1981.4.1 - 1986.3.31)
11. 森昭二 (1986.4.1 - 1988.3.31)
12. 大久保政利 (1988.4.1 - 1990.3.31)
13. 渡邉光男 (1990.4.1 - 1993.3.31)
14. 小林一夫 (1993.4.1 - 1998.3.31)
15. 淺岡廣一 (1998.4.1 - 2000.3.31)
16. 舘憙記 (2000.4.1 - 2003.3.31)
17. 石坂政俊 (2003.4.1 - 2007.3.31)
18. 萩原和夫 (2007.4.1 - 2010.3.31)
19. 三神幸男 (2010.4.1 - 2012.3.31)
20. 佐々木哲 (2012.4.1 - 2015.3.31)
21. 鴻野誠 (2015.4.1 - 2018.3.31)
22. 橋本広明 (2018.4.1 - 2021.3.31)
23. 守屋文俊 (2021.4.1 - )

## 著名な出身者
- 林家木久扇（落語家、初代林家木久蔵）
- 左巻健男（理科教育学者）[要出典]
- ワタナベマホト (YouTuber)[要出典]